# Iput II.
| i | p | w | t |

| i | p | w | t |

Iput II. byla staroegyptskou královnou ze 6. dynastie, sestrou a manželkou Pepiho II.

## Hrobka
Iputin pyramidový komplex se skládal z pyramidy a malého zádušního chrámu. Byla pohřbena poblíž Pepiho II. v Sakkáře, v její hrobce byly Texty pyramid.
V jejím komplexu byl také nalezen sargofág královny Anchesenpepi IV., další z manželek Pepiho II. Není zcela jasné, zda byla Anchesenpepi IV. původně pohřbena v pohřebním komplexu Iput II., nebo zda byla původně pohřbena jinde a sem přesunuta během Prvního přechodného období.